# Kimulodes angulicornis
Kimulodes angulicornis is een insect uit de familie van de vlinderhaften (Ascalaphidae), die tot de orde netvleugeligen (Neuroptera) behoort. 
Kimulodes angulicornis is voor het eerst wetenschappelijk beschreven door Tjeder & Hansson in 1992.